# Costella falsa

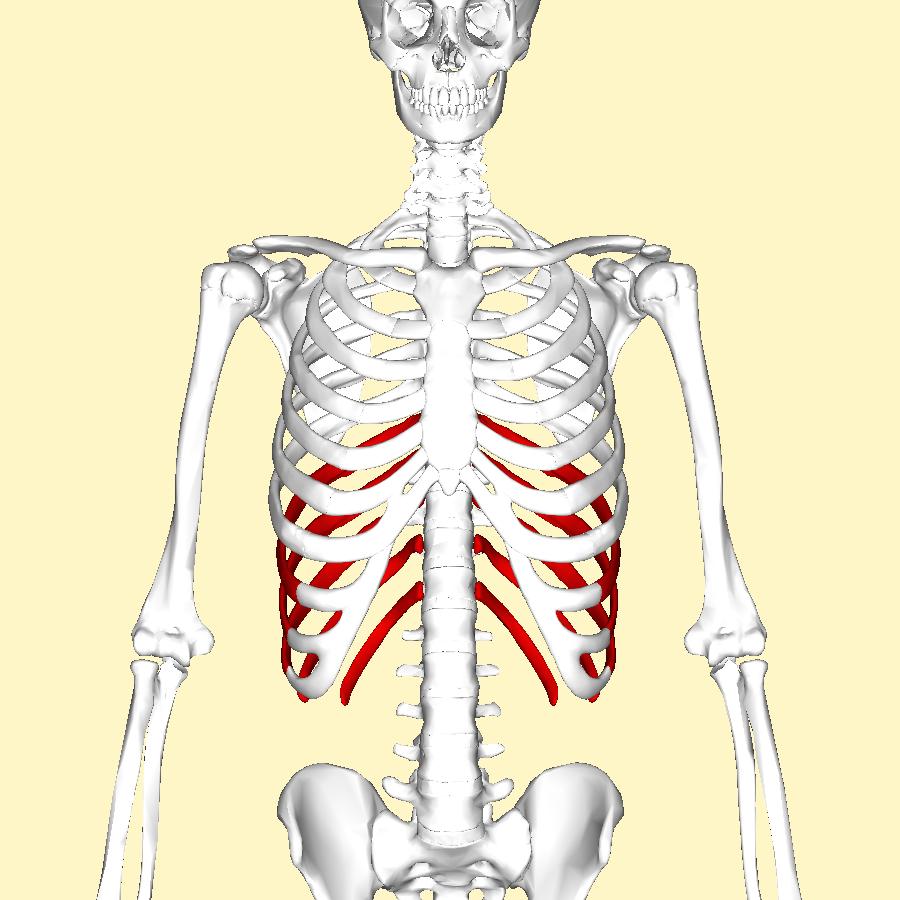
Vista frontal de les costelles falses

Les costelles falses, (en llatí: costae spuriae) són les cinc costelles situades per sota de les seves costelles veritables de dalt. Una costella es considera que és "falsa" si no té una unió directa amb l'estèrnum humà. D'aquestes:
- les primeres tres (vuitena, novena i desena costelles) tenen els seus cartílags units al cartílag de la costella de sobre:
- les dues últimes (costella onzena i costella dotzena) estan lliures a les seves extremitats anteriors i s'anomenen costelles flotants o costelles vertebrals perquè no es connecten ni amb l'esternó humà ni amb altres costelles.[1] Aquestes costelles són relativament petites i delicades i tenen una punta cartilaginosa.[2]

## Imatges addicionals

Costelles falses (mostrades en vermell), animació.
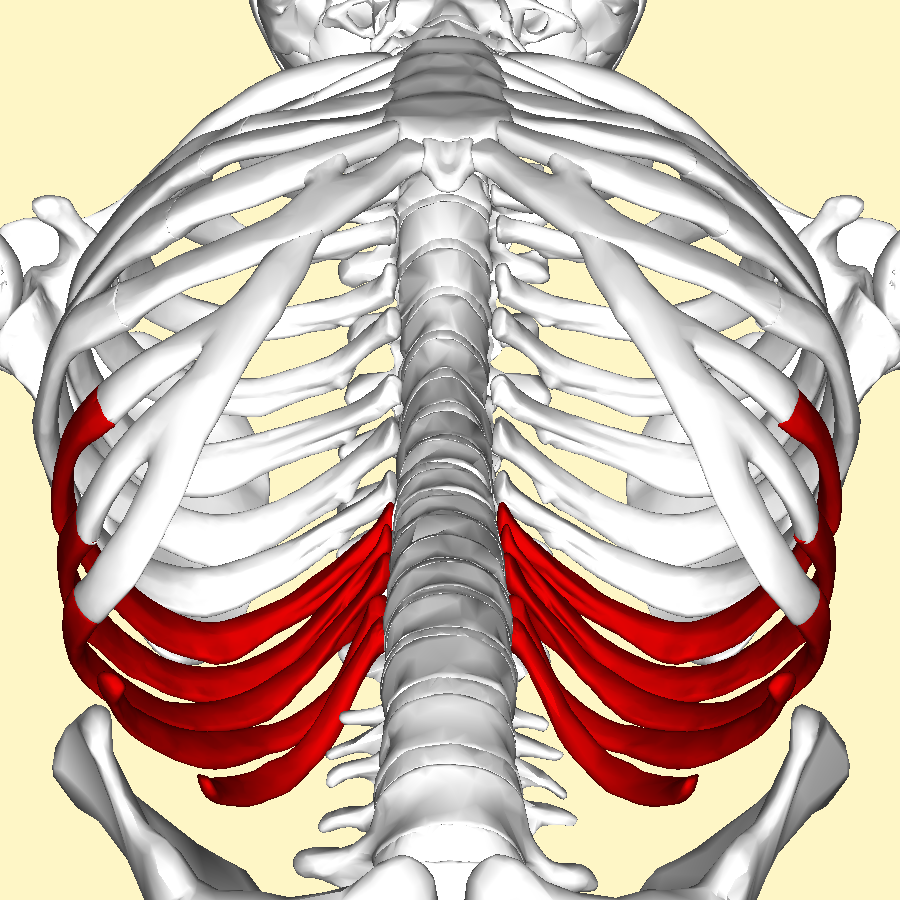
Costelles falses (en vermell), vistes des de sota.
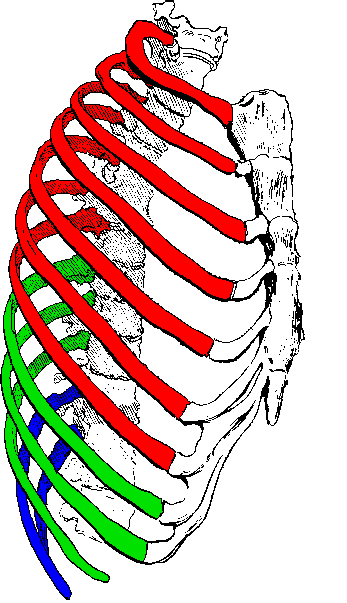
Els ossos en vermell són les costelles veritables, els ossos en verd i en blau són les costelles falses.